# 三帶光鮋
三帶光鮋，為輻鰭魚綱鮋形目鮋亞目囊頭鮋科的其中一種，為深海魚類，分布於西太平洋澳洲海域，棲息深度250-400公尺，體長可達12.6公分，棲息在大陸坡，生活習性不明。